# Калінінсько-Солнцевська лінія
Калінінсько-Солнцевська лінія — проектована лінія Московського метрополітену, до складу якої увійдуть діючі Калінінська та Солнцевська лінії
.
Довжина об'єднаної лінії від станції Внуково до Новокосино складе близько 42 км, до неї увійдуть 25 станцій.

## Пересадки
| Пересадка на лінію           | Зі станції                                      | На станцію                                      |
| ---------------------------- | ----------------------------------------------- | ----------------------------------------------- |
| Сокольницька                 | Волхонка                                        | Кропоткінська                                   |
| Замоскворіцька               | Третьяковська                                   | Новокузнецька                                   |
| Арбатсько-Покровська         | Плющиха Парк Перемоги                           | Смоленська Парк Перемоги                        |
| Філівська                    | Діловий центр                                   | Виставкова                                      |
| Кільцева                     | Марксистська                                    | Таганська                                       |
| Калузько-Ризька              | Третьяковська                                   | Третьяковська                                   |
| Тагансько-Краснопресненська  | Марксистська                                    | Таганська                                       |
| Люблінсько-Дмитровська       | Площа Ілліча                                    | Римська                                         |
| Велика кільцева лінія        | Авіамоторна Діловий центр Мічуринський проспект | Авіамоторна Діловий центр Мічуринський проспект |
| Московське центральне кільце | Парк Перемоги Шосе Ентузіастів                  | Кутузівська Шосе Ентузіастів                    |

## Депо і рухомий склад
| Депо                  | Роки експлуатації |
| --------------------- | ----------------- |
| ТЧ-12 «Новогіреєво»   | 1979—1985, з 1989 |
| ТЧ-4 «Червона Пресня» | 1985—1989         |
| ТЧ-3 «Ізмайлово»      | 2014—2018         |
| ТЧ-18 «Солнцево»      | з 2018            |

У період з 1985 по 1989 роки ТЧ-12 «Новогіреєво» використовувалося як оборотне депо для ТЧ-4 «Червона Пресня», що обслуговувало лінію в той момент.
З середини 2010-х років ТЧ-3 «Ізмайлово» обслуговує ділянку «Діловий центр» — «парк Перемоги».

### Кількість вагонів у потягах
| Кількість вагонів | Роки              |
| ----------------- | ----------------- |
| 3 (типу «Русич»)  | 2014—2016         |
| 6                 | 1979—1992         |
| 7                 | 1992—2009, з 2016 |
| 8                 | з 2009            |

### Типи вагонів, що використовувались на лінії
| Тип вагонів                      | Роки              |
| -------------------------------- | ----------------- |
| 81-717/714                       | 1979—2013         |
| 81-717.5М/714.5М                 | 2009—2011         |
| 81-717.6/714.6, 81-717.6К/714.6К | 2009—2011         |
| 81-760/761                       | з квітня 2012     |
| 81-740.4/741.4                   | з січня 2014—2016 |
| 81-760А/761А/763А                | з 2018            |
| 81-765.3/766.4/767.3             | з 2018            |
| 81-765.4/766.4/767.4             | з 2019            |